# Rétro-musée de pompiers Rosalie
Le Rétro-musée de pompiers Rosalie est un petit musée associatif situé à Dives-sur-Mer, département du Calvados, région Normandie, en France.

## Histoire
L'association est enregistrée le 29 février 2012.
Le musée s'installe dans l'ancienne caserne de Dives-sur-Mer.

## Les collections
La collection comprend un véhicule de 1936, divers matériels, tenues, et accessoires liés aux interventions.